# 8122 Holbein
8122 Holbein este un asteroid din centura principală de asteroizi.

## Descriere
8122 Holbein este un asteroid din centura principală de asteroizi. A fost descoperit pe 24 septembrie 1960 la Observatorul Palomar de Cornelis Johannes van Houten, Ingrid van Houten-Groeneveld și Tom Gehrels. Asteroidul prezintă o orbită caracterizată de o semiaxă mare de 2,38 ua, o excentricitate de 0,16 și o înclinație de 1,5° în raport cu ecliptica.